# Trône (album)
Pour les articles homonymes, voir Trône (homonymie).
Albums de Booba
Autopsie 0
(2017) Ultra
(2021)
Singles
1. É.L.É.P.H.A.N.T
Sortie : 25 juillet 2016
2. DKR
Sortie : 29 septembre 2016
3. Nougat
Sortie : 7 juillet 2017
4. Friday
Sortie : 30 novembre 2017
5. Trône
Sortie : 30 novembre 2017
6. À la folie
Sortie : 2 mars 2018
7. Petite fille
Sortie : 10 décembre 2018

Trône, parfois orthographié Trōne, est le neuvième album studio du rappeur français Booba sorti le 1er décembre 2017 en format numérique et le 15 décembre 2017 en format physique, sur le label Tallac et distribué par 92i, Capitol, et Universal.

## Genèse
Booba annonce officiellement au cours du mois d'août 2017 que son neuvième album s'intitulera Trône. Ce nom fait référence à la longévité de Booba dans le milieu du rap français, celui-ci étant au sommet du rap depuis plus de vingt ans. D'autre part, ce nom fait également référence à la série télévisée Game of Thrones.
Initialement, la date de sortie de l'album était prévue pour le 15 décembre 2017, date d'anniversaire de son rival Rohff. Cependant, à la suite d'une fuite du projet sur Internet la nuit du 27 novembre, Booba décide d'avancer sa date de sortie au 1er décembre sur les plateformes numériques (streaming et téléchargement). De ce fait, Trône sort le même jour que l'album La tête dans les nuages de Jul. La date de sortie de la version CD est maintenue au 15 décembre 2017, il s'agit d'une édition spéciale limitée à 50 000 exemplaires numérotés, contenant un morceau inédit supplémentaire, Tout ira bien.

## Composition
Tout comme pour son précédent album Nero Nemesis, Booba ne fait aucune collaboration avec des artistes internationaux sur Trône. Il y inclut seulement trois collaborations avec des artistes dont il est proche : Sidiki Diabaté et Niska sur le morceau Ça va aller, Damso sur le morceau 113, et Gato Da Bato sur le morceau Bouyon.
Les morceaux É.L.É.P.H.A.N.T, sorti le 25 juillet 2016 et dévoilé en clip le 6 février 2017 en exclusivité sur OKLM TV, et DKR, sorti le 29 septembre 2016 et dont le clip a été dévoilé le 16 novembre 2016, sont inclus sur l'album, en titres bonus.

## Promotion
Contrairement à son habitude, Booba ne dévoile quasiment aucun extrait de l'album avant sa sortie. Le seul morceau dévoilé avant la sortie de l'album est Nougat, le 7 juillet 2017 (ainsi que DKR et É.L.É.P.H.A.N.T, inclus en titres bonus et dévoilés plus d'un an avant la sortie du projet). Le premier clip du projet est dévoilé une semaine après sa sortie, le 7 décembre, et s'agit de celui du morceau Friday. Le clip, tourné dans un désert, fait référence à la saga Star Wars, montrant une apparition du robot R2-D2.

## Liste des pistes
| No  | Titre                                      | Compositeur(s)                                     | Durée |
| --- | ------------------------------------------ | -------------------------------------------------- | ----- |
| 1.  | Centurion                                  | Arengers, Anthony Libet, Jonathan Latorre, Maradja | 1:39  |
| 2.  | Friday                                     | Keezy Beatz, Heezy Lee                             | 3:37  |
| 3.  | Drapeau noir                               | Twinsmatic                                         | 3:23  |
| 4.  | Trône                                      | Dany Synthé                                        | 3:16  |
| 5.  | Bouyon (feat. Gato)                        | AFOX Beats                                         | 3:20  |
| 6.  | Magnifique                                 | Jack Flaag                                         | 3:11  |
| 7.  | Ça va aller (feat. Sidiki Diabaté & Niska) | Sidiki Diabaté                                     | 2:43  |
| 8.  | Nougat                                     | 7LS, DJ Easy                                       | 2:57  |
| 9.  | Terrain                                    | Twinsmatic                                         | 2:29  |
| 10. | À la folie                                 | X-plosive                                          | 2:46  |
| 11. | 113 (feat. Damso)                          | Twinsmatic                                         | 2:33  |
| 12. | Ridin'                                     | Bounce God, Twinsmatic                             | 3:31  |
| 13. | Petite fille                               | Dany Synthé                                        | 3:35  |

| 14. | DKR                      | Heezy Lee, Jack Flaag | 2:54 |
| 15. | É.L.É.P.H.A.N.T          | X-plosive             | 2:59 |
| 16. | Tout ira bien (Bonus CD) | Heezy Lee             | 3:14 |

## Clips vidéos
- DKR : 16 novembre 2016
- Friday : 7 décembre 2017
- À la folie : 2 mars 2018
- Trône : 11 avril 2018
- Petite fille : 10 décembre 2018

## Titres certifiés en France
Tous les titres présents sur l'album sont certifiés.
- Centurion  Or[6]
- Friday  Diamant[7]
- Drapeau noir  Platine[8]
- Trône  Diamant[9]
- Bouyon (feat. Gato)  Or[10]
- Magnifique  Or[11]
- Ça va aller (feat. Sidiki Diabaté & Niska)  Or[12]
- Nougat  Platine[13]
- Terrain  Or[14]
- À la folie  Platine[15]
- 113 (feat. Damso)  Platine[16]
- Ridin'  Diamant[17]
- Petite fille  Diamant[18]
- DKR  Diamant[19]
- É.L.É.P.H.A.N.T  Diamant[20]

## Réception
Très attendu par le public à la suite du succès de l'album Nero Nemesis, Trône connaît dès sa sortie le même succès que son prédécesseur, tant au niveau critique qu'au niveau commercial.

### Accueil commercial
Dès sa sortie, Trône devient déjà un énorme succès : la totalité des morceaux s'imposant sur les plateformes de streaming, se positionnant sur les treize premières places des classements sur Spotify et Apple Music. Il s'agit du premier album à réaliser un tel exploit. Les morceaux bonus, dévoilés plus d'un an avant la sortie de l'album, remontent également dans le Top 20 des classements. Booba bat par la même occasion les records d'artiste et d'album les plus streamés en une journée en France, sur les plateformes Spotify, Deezer et Apple Music,.
Durant sa première semaine d'exploitation, Trône réalise un énorme démarrage avec 61 000 exemplaires écoulés en incluant le téléchargement numérique et le streaming, score d'autant plus impressionnant qu'il n'inclut pas les ventes physiques, le format CD de l'album n'étant disponible que deux semaines après la sortie du projet. L'album est donc certifié disque d'or en moins d'une semaine, et devient par la même occasion le premier album à obtenir cette certification en une semaine uniquement avec le streaming. Il se classe alors à la deuxième place du Top Album en France, derrière l'album On a tous quelque chose de Johnny qui rend hommage à Johnny Hallyday, décédé quelques jours auparavant. Dès la deuxième semaine d'exploitation, l'album est certifié disque de platine avec plus de 100 000 exemplaires écoulés. Durant sa troisième semaine d'exploitation, donc durant la première semaine d'exploitation pour les ventes physiques, Trône s'écoule à plus de 22 000 exemplaires en format physique sur les 50 000 exemplaires de l'édition limitée, totalisant 150 000 exemplaires écoulés trois semaines après sa sortie.
Fin 2019, l'album est certifié triple disque de platine et vendu à plus de 450 000 exemplaires. L'album est finalement certifié disque de diamant (500 000 ventes) en juillet 2022, soit trois ans et demi après sa sortie. Il s'agit du premier disque de diamant de la carrière de Booba.

### Accueil critique
Du côté des médias, l'album reçoit un accueil positif :
- Vrai Rap Français : « Trône est évidemment un album qui va, et fait déjà parler le monde du rap. Il est indéniable que, comme chaque disque de Booba, il sera marquant et va très probablement s'installer dans les oreilles de l'audience pendant de bons mois. […] Sur Trône il manque cette force au milieu de l'album pour qu'il soit d’un excellent niveau. Je reste clairement sur ma faim. Si ce projet s'avère être le dernier album de Booba, ce serait décevant comme sortie même si Trône est loin d'être mauvais. »[30]
- Les Inrockuptibles : « Trône ne révolutionne pas une mécanique bien huilée qui enchantera petits et grands ratpis (ses fans). Entre ballades auto-tunées (Ridin', Magnifique…) et imprécations hardcore, Booba déroule son talent sans forcer. Culte de la virilité, ode au fric et aux filles faciles, le cocktail de celui qui s'est récemment converti à la distillerie de whisky reste inchangé. »[31]

## Classements et certifications

### Classements
| Classement                   | Meilleure position |
| ---------------------------- | ------------------ |
| Belgique (Flandre Ultratop)  | 39                 |
| Belgique (Wallonie Ultratop) | 3                  |
| France (SNEP)                | 1                  |
| Suisse (Schweizer Hitparade) | 12                 |

### Certifications et ventes
| Région        | Certification | Ventes/Streams |
| ------------- | ------------- | -------------- |
| France (SNEP) | Platine       | 500 000        |